# Eduardo Vaca
Eduardo Pedro Vaca (Buenos Aires, 28 de enero de 1944-ibídem, 20 de enero de 1998) fue un político argentino, miembro del Partido Justicialista, que se desempeñó como diputado y senador nacional por la Capital Federal.

## Biografía
Estudió sociología y fue maestro y profesor de escuelas secundarias. Comenzó a militar en el peronismo en 1958.
En la estructura del Partido Justicialista (PJ), integró la Junta de Gobierno en la Capital Federal entre 1968 y 1970; fue miembro y secretario de prensa del Consejo Nacional; congresal metropolitano desde 1983 y congresal nacional desde 1985. Lideró la agrupación Frente Unidad Peronista y en 1996 fue elegido presidente del PJ de la ciudad de Buenos Aires.
Durante el tercer peronismo, fue coordinador de los planes de educación para adultos de la Dirección Nacional de Educación del Adulto del Ministerio de Educación, desde 1973 hasta 1976.
En 1983 fue candidato a diputado nacional, sin llegar a ser electo. En 1985 volvió a postularse y asumió como diputado nacional, ocupando una banca hasta 1989.
Ese año, se postuló para senador nacional por la Capital Federal como candidato del PJ, perdiendo las elecciones ante el candidato de la Unión Cívica Radical, Fernando de la Rúa (quien aspiraba a renovar su mandato), por más de 150 mil votos. Sin embargo, los electores del PJ y la Unión del Centro Democrático (que había quedado en tercer lugar) se aliaron para votar por Vaca en el Colegio Electoral, siendo elegido senador. El radicalismo posteriormente denunció el hecho.
En el Senado, presidió la Comisión de Defensa y apoyó la autonomía porteña. También fue vocal en la Comisión de Interior y Justicia.
En noviembre de 1996 sufrió un accidente cerebrovascular sin poder recuperarse, falleciendo en enero de 1998, una semana antes de cumplir 54 años. Fue sucedido en el Senado por Mario O'Donnell.